# Hymn Antigui i Barbudy
Fair Antigua, We Salute Thee – hymn państwowy Antigui i Barbudy. Słowa hymnu napisał Novelle Hamilton, a muzykę skomponował Garnet Chamberss. Pieśń jest hymnem od 1967 roku, wcześniej hymnem był God Save the Queen.

## Słowa hymnu w oryginale
Fair Antigua and Barbuda!
We thy sons and daughters stand
Strong and firm in
Peace or danger
To safe-guard our Native Land
We commit ourselves to building
A true nations brave and free;
Ever striving, ever seeking,
Dwell in love and unity
Raise the standard! Raise it boldly!
Answer now to duty's call
To the service of thy country,
Sparing nothing, giving all;
Gird your loins and join the battle
'Gainst fear, hate and poverty,
Each endeavouring, all achieving,
Live in peace where man is free.
God of nations, let Thy blessings
Fall upon this land of ours;
Rain and sunshine ever sending,
Fill her fields with crops and flowers;
We her children do implore Thee,
Give us strength, faith, loyalty,
Never failing, all enduring
To defend her liberty.

## Tłumaczenie
Światła Antiguo i Barbudo!
My twoi synowie i córki stoimy
Silni i wierni
Jako w pokoju, tak i w niebezpieczeństwie
Aby strzec naszego Ojczystego Kraju
Zobowiązujemy się budować
Prawdziwe męstwo i wolność;
Nieustanie dążyć, nieustanie szukać,
Życia w miłości i w jedności
Podnieś sztandar! Podnieś go śmiało!
Spełnij swoją powinność
Aby wysłużyć się swemu krajowi,
Nic nie oszczędzać, oddać się całkowicie;
Opasz swe lędźwie i przyłącz się do boju
Przeciwko lękowi, nienawiści i nędzy,
Każdy, kto dąży, wszyscy podejmujący wysiłek
Żyją w pokoju, gdzie człowiek jest wolny
Boże narodów, daj nam Twe błogosławieństwo
Pochyl się nad tą naszą ojczyzną;
Nieustanie zsyłaj słońce i deszcz,
Wypełniaj jej ziemie ludźmi i kwiatami;
My jej dzieci błagamy Cię,
Daj nam siłę, wiarę, lojalność,
Nigdy słabość, zupełna wytrwałość
W obronie jej wolności